# 시인 (수필)
《시인》(The Poet)은 랠프 월도 에머슨이 1841년에서 1843년에 쓴 수필로, 그의 저서 《에세이 2집》에 1844년 출판되었다. 주요 내용은 시인이란 시적인 재능, 시를 짓는 근면함이나 기술을 소유한 사람이 아닌 진실된 시인이라는 것이다.
그는 사람 자체는 반만이 그 자신이고, 나머지 반은 그가 표현하는 것이므로 불완전하다고 주장했다. 또한 시인은 인류애를 표현해야 하며 물질 세계와 영적인 세계의 상호의존성을 먼저 인식해야 한다고 말했다. 에머슨은 미국이 그 자체의 새롭고 유일한 시인을 배출해야 하며 새로운 나라의 미덕에 대한 시를 써야 한다고 주장하였다.

## 영향
이 에세이는 월트 휘트먼의 작품인 풀잎을 탄생시키는 데 공헌하였다. 휘트먼은 이 에세이를 읽은 뒤, 에머슨의 부르심을 받았다고 말하였다. 풀잎이 출판되자, 휘트먼은 그의 책을 에머슨에게 보냈고, 에머슨의 작품이 그의 저서가 성공에 이르게 했다고 말하였다.